# Eduardo Ribeiro dos Santos
Eduardo Ribeiro dos Santos, conosciuto come Eduardo (São João do Piauí, 5 agosto 1980), è un ex calciatore brasiliano, di ruolo attaccante.

## Carriera

### Brasile
Ha cominciato la sua carriera con il Flamengo Piauí, con cui ha fatto le giovanili ed ha esordito in prima squadra, per poi passare al Joinville, dove milita una sola stagione.

### Svizzera
Nel 2001 passa agli svizzeri del Grasshopper: qui rimane 6 anni, acquisendo il passaporto svizzero.

### Francia
Dal 2007 passa al Guingamp: risultano decisivi i suoi goal per la storica conquista della coppa di Francia. Dal 2009 al 2012 è stato al Lens. Nel gennaio del 2012 passa all'Ajaccio, da cui si svincola un anno più tardi; dopo qualche mese senza squadra, trova nuovamente l'accordo con l'Ajaccio. Nel gennaio 2014 passa al Metz in Ligue 2

## Palmarès

### Club

#### Competizioni nazionali
- Coppa di Francia: 1

Guingamp: 2008-2009
- Ligue 2: 1

Metz: 2013-2014